# Total Drama Presents: The Ridonculous Race
Total Drama Presents: The Ridonculous Race ist eine kanadische Zeichentrickserie, die 2014 und 2015 produziert und für 8- bis 12-jährige Kinder konzipiert wurde. Sie ist ein Ableger der Serie Total Drama und parodiert wie diese Reality-TV-Sendungen.

## Inhalt
Rennfahrer, aufgeteilt in Zweierteams, besuchen in jeder Folge ein anderes Land oder einen anderen Ort und absolvieren Etappen. Die Teams müssen zur „Chill Zone“ gelangen, wobei die Ziellinie für jede Etappe die Form eines goldenen Teppichs annimmt. Das erste Team, das dort ankommt, hat den Vorteil, früh zu starten, während das Team, das als letztes fertig ist, möglicherweise ausscheidet. Während eines Rennens müssen die Teams Aufgaben lösen – zu zweit, allein oder zusammen mit anderen Teams.

## Produktion und Veröffentlichung
Die Serie wurde vom in Toronto ansässigen Fresh TV im Auftrag des kanadischen Senders Teletoon produziert, zu den Animationen trug auch Elliott Animation bei. Regie führten Chad Hicks, Keith Oliver und Merle-Anne Ridley, Hauptautoren waren Tom McGillis, Jennifer Pertsch, Alex Ganetakos und Terry McGurrin. Als Produzenten waren Wren Errington  und Christine Thompson verantwortlich. Die künstlerische Leitung lag bei Martin Smith und für den Schnitt waren Mary Dorich und Tom Berger zuständig. Die Musik stammt von James Chapple,  Graeme Cornies,  David Brian Kelly und  Brian L. Pickett.
Die 26 Folgen wurden erstmals ab vom 7. September bis 9. Oktober 2015 auf dem amerikanischen Fernsehsender Cartoon Network ausgestrahlt. Beim kanadischen Cartoon Network folgte die Ausstrahlung ab 4. Januar 2016. Es folgten Ausstrahlungen unter anderem in den USA, Frankreich, Portugal, Brasilien, dem Vereinigten Königreich und Australien. Der Vertrieb erfolgte durch Cake Entertainment.

## Episodenliste
| Folge | Originaltitel                               | Erstausstrahlung |
| 1     | None Down, Eighteen to Go – Part 1          | 07.09.2015       |
| 2     | None Down, Eighteen to Go – Part 2          | 07.09.2015       |
| 3     | French is an Eiffel Language                | 08.09.2015       |
| 4     | Mediterranean Homesick Blues                | 09.09.2015       |
| 5     | Bjorken Telephone                           | 10.09.2015       |
| 6     | Brazilian Pain Forest                       | 11.09.2015       |
| 7     | A Tisket, a Casket, I'm Gonna Blow a Gasket | 14.09.2015       |
| 8     | Hawaiian Honeyruin                          | 15.09.2015       |
| 9     | Hello and Dubai                             | 16.09.2015       |
| 10    | New Beijinging                              | 17.09.2015       |
| 11    | I Love Ridonc and Roll                      | 18.09.2015       |
| 12    | The Shawshank Ridonction                    | 21.09.2015       |
| 13    | My Way or Zimbabwe                          | 22.09.2015       |
| 14    | Down and Outback                            | 23.09.2015       |
| 15    | Maori or Less                               | 24.09.2015       |
| 16    | Little Bull on the Prairie                  | 25.09.2015       |
| 17    | Lord of the Ring Toss                       | 28.09.2015       |
| 18    | Got Venom                                   | 29.09.2015       |
| 19    | Dude Buggies                                | 30.09.2015       |
| 20    | El Bunny Supremo                            | 01.10.2015       |
| 21    | Ca-Noodling                                 | 02.10.2015       |
| 22    | How Deep Is Your Love for My Friend         | 05.10.2015       |
| 23    | Darjeel With It                             | 06.10.2015       |
| 24    | Last Tango in Buenos Aires                  | 07.10.2015       |
| 25    | Bamarama                                    | 08.10.2015       |
| 26    | A Million Ways to Lose a Million Dollars    | 09.10.2015       |

## Synchronisation
| Rolle           | Stimme               |
| --------------- | -------------------- |
| Jacques         | Scott McCord         |
| Don / Moderator | Terry McGurrin       |
| MacArthur       | Evany Rosen          |
| Carrie          | Kristin Fairlie      |
| Kitty           | Stephanie Anne Mills |
| Stephanie       | Nicki Burke          |
| Junior          | Jacob Ewaniuk        |
| Lorenzo         | Carlos Diaz          |
| Emma            | Stacey DePass        |
| Josee           | Julie Lemieux        |
| Sanders         | Nicole Stamp         |
| Devin           | Jeff Geddis          |
| Geoff           | Dan Petronijevic     |
| Ryan            | Joseph Motiki        |
| Noah            | Carter Hayden        |
| Chet            | Darren Frost         |
| Dwayne          | Neil Crone           |

## Videospiel
Zur Serie erschien am 4. Januar 2016 ein Videospiel im Apple App Store für Nutzer in Kanada. In Donculous Dash kann der Spieler einen der 36 Charaktere aus der Fernsehserie auswählen und mit ihnen in Rennen antreten und Aufgaben ähnlich denen in der Serie lösen.